# Grand Prix Cycliste de Gemenc
Der Grand Prix Cycliste de Gemenc (deutsch: Großer Radsportpreis von Gemenc, ungarisch: Gemenci Nagydíj) ist ein Straßenradrennen im Südwesten Ungarns. Startort für die aus Prolog und zwei oder drei Etappen bestehende Rundfahrt, ist die Stadt Szekszárd. Das Rennen war bis 2009 Teil der UCI Europe Tour und hatte die UCI-Kategorie 2.2. Erstmals wurde das Rennen 1975 als Amateurrennen ausgetragen. 2017 und 2018 wurde das Rennen wieder als Teil der UCI Europe Tour in der Kategorie 2.2 registriert. 2019 wurde das Rennen in zwei einzelnen Eintagesrennen ohne Gesamtwertung ausgetragen.
Namensgeber für das Rennen ist der Gemencer Wald, ein Überschwemmungsgebiet der Donau und Teil des Duna-Dráva-Nationalparks.

## Sieger
| - 2019 Attila Valter | - 2019 Janos Pelikan |

### Etappenrennen
| - 2022 Luke Mudgway - 2018 Rok Korošec - 2017 Filippo Tagliani - 2016 Rok Korošec - 2015 Maroš Kováč - 2014 Marko Danilović - 2013 Rida Cador - 2012 Gianluca Mengardo - 2011 Zoltán Csomor - 2010 Gergely Ivanics - 2009 Žolt Der - 2008 Davide Torosantucci - 2007 Sander Oostlander - 2006 Martin Prázdnovský - 2005 Martin Prazdnovsky - 2004 Zoltán Remák - 2003 Anatolij Warwaruk - 2002 David Arato - 2001 David Arato - 2000 Zoltán Remák - 1999 Attila Arvai - 1998 Saccucci Tarcisio | - 1997 Davide Sipocz - 1996 Enrico Poitschke - 1995 Jan Zilovec - 1994 Kurt Konrad - 1993 Melansek Iztok - 1992 Csaba Steig - 1991 Csaba Steig - 1990 Anton Novosad - 1989 Steffen Rein - 1988 Olaf Ludwig - 1987 Rajko Čubrić - 1986 Jörg Windorf - 1985 Vojtech Breska - 1984 Kurt Konrad - 1983 Zoltán Halász - 1982 Pavol Gálik - 1981 László Halász - 1980 Andreas Neuer - 1978 Zoltán Halász - 1977 László Halász - 1976 András Takács - 1975 György Szuromi |